# ACT UP
AIDS Coalition to Unleash Power (ACT UP) – międzynarodowa grupa popierająca działania bezpośrednie, działająca na rzecz ludzi chorych na AIDS i przeciwko pandemii AIDS w celu wprowadzenia ustawodawstwa, badań medycznych i leczenia oraz polityki, które ostatecznie doprowadzą do zakończenia choroby poprzez zmniejszenie szans utraty zdrowia i życia.
ACT UP zostało utworzone w marcu 1987 roku w Lesbian, Gay, Bisexual & Transgender Community Center w Nowym Jorku. Larry Kramer został poproszony o wystąpienie w ramach cyklu rotacyjnych prelegentów, a jego przemówienie skoncentrowane było na działaniach na rzecz walki z AIDS. Kramer wypowiadał się przeciwko Gay Men's Health Crisis (GMHC), które postrzegał jako politycznie bezsilne. Kramer był współzałożycielem GMHC, ale zrezygnował z zarządzania organizacją w 1983 roku. W pewnym momencie zwrócił się do słuchaczy z pytaniem „Czy chcemy założyć nową organizację poświęconą politycznej działalności?” – wspomniał Douglas Crimp, profesor historii sztuki z University of Rochester. Około 300 osób spotkało się dwa dni później, aby utworzyć ACT UP.
Wśród akcji prowadzonych przez Koalicję są np. protesty na Wall Street w walce o eksperymentalne leki; przykuwanie się do balkonu vip-ów nowojorskiej giełdy papierów wartościowych by wyrazić sprzeciw wobec wygórowanych cen jedynego dostępnego leku. Głośną sprawą była też demonstracja w siedzibie Administracji Żywności i Leków, którą udało się zablokować na cały dzień. Według mediów, była to największa demonstracja od czasu protestu przeciwko wojnie w Wietnamie. W 1988 r. kobiety z ACT UP weszły w konflikt z magazynem „Cosmopolitan” ze względu na opublikowanie artykułu autorstwa psychiatry Roberta E. Goulda, zawierającego kłamliwe informacje na temat seksu bez zabezpieczenia. Aktywistki walczyły także z Centrum Kontroli Chorób o definicję AIDS ukutą przez tę jednostkę.
W tej organizacji powstało słynne hasło Cisza = Śmierć. Symbolem organizacji stał się obrócony różowy trójkąt.